# Grifton

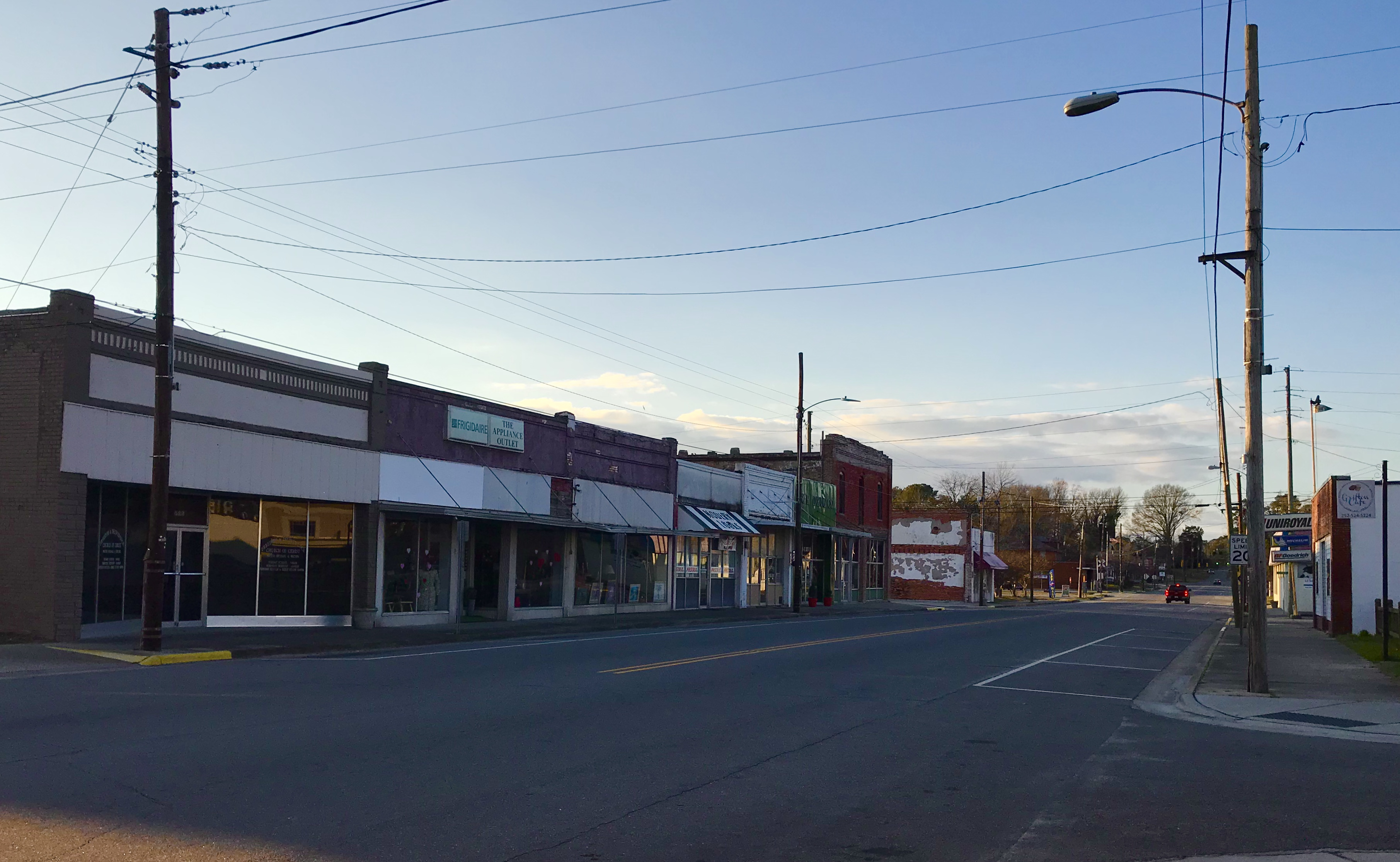

Grifton é uma cidade  localizada no estado norte-americano de Carolina do Norte, no Condado de Lenoir e Condado de Pitt.

## Demografia
Segundo o censo norte-americano de 2000, a sua população era de 2073 habitantes.
Em 2006, foi estimada uma população de 2186, um aumento de 113 (5.5%).

## Geografia
De acordo com o United States Census Bureau tem uma área de 4,4 km², dos quais 4,4 km² cobertos por terra e 0,0 km² cobertos por água. Grifton localiza-se a aproximadamente 8 m acima do nível do mar.

## Localidades na vizinhança
O diagrama seguinte representa as localidades num raio de 20 km ao redor de Grifton.